# 英旺乡
英旺乡，是中华人民共和国陕西省延安市宜川县下辖的一个乡镇级行政单位。

## 行政区划
英旺乡下辖以下地区：
英旺村、羊道村、高里塬村、田塬村、郝塬村、茹坪村、阿道村、柏塔村、下里塬村、观亭村、刘庄村、龙泉村和党山村。